# Pamfronio
Pamfronio (fl. VI secolo) è stato un senatore romano, vissuto nella seconda metà del VI secolo.

## Biografia
Pamfronio, forse discendente dell'omonimo vir illustris corrispondente di Ennodio all'epoca di Teodorico, era un ufficiale civile imperiale di alto rango e membro importante del senato romano, vissuto nel periodo della guerra gotica (535-553), in seguito alla quale l'Italia venne conquistata dall'Impero romano d'Oriente. A conferma dell'importanza rivestita da Pamfronio in Italia, al termine della guerra (555 circa) l'imperatore Giustiniano I indirizzò una costituzione imperiale riguardante i debitori in Italia e Sicilia proprio a Pamfronio, oltre che al generalissimo Narsete e al senato. Probabilmente all'epoca della costituzione imperiale in questione, Pamfronio era il praefectus urbi di Roma.
Pamfronio viene citato come patricius e membro del senato romano in due frammenti dell'opera storica (sopravvissuta solo in frammenti) dello storico classicheggiante bizantino Menandro Protettore. Narra Menandro che nel 561 circa il generalissimo Narsete inviò Pamfronio e il comes patrimonii per Italiam, Bono, dal generale franco Amingo per chiedergli di non ostacolare l'attraversamento del fiume Adige da parte dell'esercito romano, perché ciò avrebbe significato violare la tregua raggiunta tempo prima tra Imperiali e Franchi; Amingo, però, con ogni probabilità perché alleato con il goto ribelle Widin, che Narsete stava combattendo, rifiutò, costringendo Narsete a scontrarsi con lui e vincerlo insieme a Widin.
Nel 578/579 Pamfronio, forse all'epoca caput senatus, fu inviato dal senato romano come ambasciatore a Costantinopoli per chiedere all'imperatore Tiberio II Costantino aiuti contro i Longobardi, che nel 568 avevano invaso la penisola e che in pochi anni l'avevano occupata in massima parte, arrivando addirittura ad assediare Roma nel corso del 579. Tiberio II era impegnato contro i Persiani, per cui era impossibilitato ad inviare rinforzi in Italia; tuttavia rifiutò le 3.000 libbre d'oro che Pamfronio era intenzionato a dargli come omaggio per la sua elevazione al trono (Tiberio II era infatti imperatore da poco) e gli consigliò di adoperarle per corrompere i duchi longobardi per spingerli a passare al servizio di Costantinopoli oppure per chiedere aiuto ai Franchi. Tali provvedimenti non ebbero però effetto.